# Broager (parochie)
Broager is een parochie van de Deense Volkskerk in de Deense gemeente Broager. De parochie maakt deel uit van het bisdom Haderslev en telt 4363 kerkleden op een bevolking van 4689 (2004). 
De parochie was tot 1970 deel van Nybøl Herred. In dat jaar werd de parochie opgenomen in de nieuwe gemeente Broager. Deze ging in 2007 op in de vergrote gemeente Sønderborg.